# Cuenta (matemática)
En matemática, una cuenta o un cálculo es una operación o un conjunto de operaciones aritméticas, como por ejemplo una multiplicación es una sucesión de sumas. Aunque generalmente se efectúa con números, una cuenta matemática es también un cómputo: un proceso deliberado de transformar una o más variables por medio de algún algoritmo; en este sentido se utiliza también dentro de la informática, la estadística matemática y la teoría de la computabilidad.

## Etimología
Cuenta deriva de «contar», a su vez del lat. «computāre», computar o numerar. También puede referirse a la acción de «narrar», pero ese no es el contexto desarrollado en el presente artículo. Expresiones derivadas como por ejemplo «Echar cuentas», «Hacer las cuentas», «Llevar la cuenta», ..., se utilizan coloquialmente para denotar la puntuación de una partida o competición, es decir el cómputo efectuado; «Pedir la cuenta» se utiliza frecuentemente en el idioma español para requerir una factura o recibo (o para pagar una consumición).
Si bien el origen de las matemáticas se relaciona con el conteo, no es razonable reducir las matemáticas a una forma básica de contar o enumerar. Es necesario que exista algún tipo de registro numérico y, para ello, alguna representación de los números, es decir, algún tipo de sistema de numeración, para establecer «el comienzo» de las matemáticas más precisamente. La elaboración de conceptos matemáticos más avanzados que el simple proceso de conteo, conlleva además, la implementación de utensilios o herramientas; las primeras «cuentas» se realizaron sobre huesos, piedras o palos tallados, para representar números enteros o períodos de tiempo.

## Historia
Históricamente, el arte del cómputo (o de hacer cuentas matemáticas) se desarrolla antes incluso que la escritura. Los registros más antiguos de cálculos matemáticos conciernen papiros egipcios datados de aproximadamente 2000 años a. C. que hacen referencias claras a aproximaciones para π y raíces cuadradas. La numeración con varillas , desarrollada antiguamente en China, también permite resolver problemas de este tipo, así como raíces cúbicas o n-ésimas, y resolver sistemas de ecuaciones, que llevan al cálculo de números negativos o complejos. d'Alembert en su encyclopédie (editada entre los años 1751 y 1772), los califica de raíces falsas e imaginarias, y no las acepta como resultado de un cálculo final.
El desarrollo de las nociones elementales de aritmética y las cuatro operaciones básicas, de los sistemas de numeración, las fracciones o las proporciones, así como los problemas de álgebra elemental y las operaciones más complejas como la extracción de raíces, la potenciación, y profundizan y diversifican los instrumentos y las herramientas matemáticas: desde los ábacos y máquinas de sumar mecánicas, hasta las calculadoras analógicas.

## Herramientas de cálculo

### Instrumentos antiguos
Son aquellas herramientas mediante las cuales podemos efectuar ciertas operaciones y así obtener cierto valor de algo con mayor eficiencia y rapidez.
Algunos ejemplos de éstos son:

#### Palos de conteo
- En la Prehistoria, entendida como el período de tiempo anterior a la invención de la escritura, las muescas encontradas en huesos datados de aproximadamente 20,000 años, pueden interpretarse como un rudimental intento de conteo, representando valores numéricos.

#### Varilla de cálculo
- En algunas regiones de Asia, el cálculo con varillas (筹算) fue el método desarrollado para realizar cálculos matemáticos, probablemente durante el siglo IV a. C. Este sistema permitía representar números y fracciones; su uso decayó tras la aparición del ábaco.

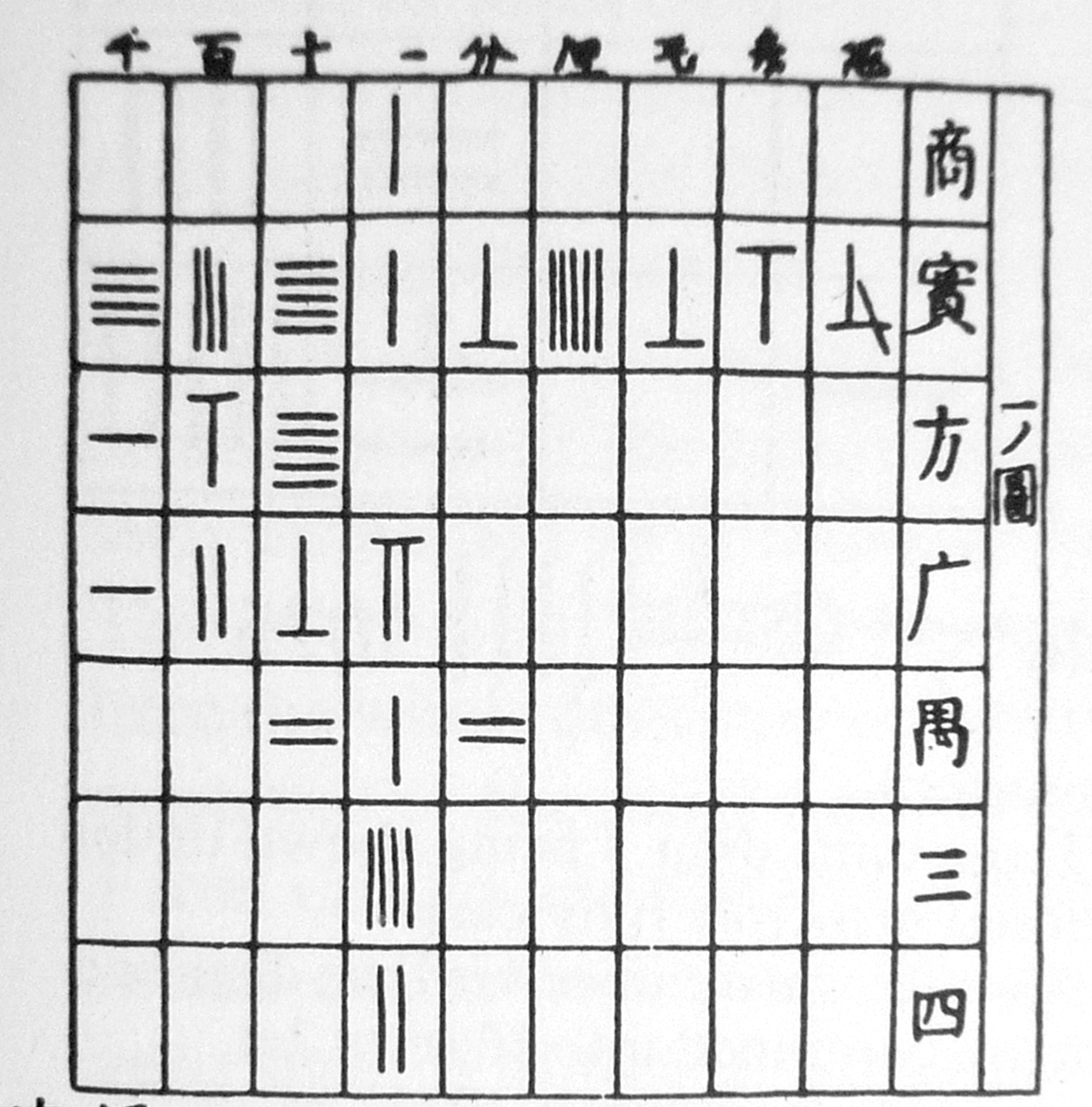

#### Quipu
- Instrumento nemotécnico inca de uso contable, hecho de cuerdas de colores y nudos, para el registro de censos y cosechas, utilizado por las civilizaciones andinas, alrededor de 1254 a. C. Al no poseer un sistema de escritura propiamente, el quipu cumplía una función más amplia que la de mera calculadora, complementándose posiblemente con el Yupana, para tareas de cálculo.[8]

#### Ábaco
- El ábaco es considerado como el más antiguo instrumento de conteo o de cálculo. Utilizado principalmente para hacer operaciones aritméticas y adaptado por numerosas civilizaciones. En China es conocido como suanpan (算盘); en Japón como sorobán (算盤); son muy similares a las versiones utilizadas por los griegos y romanos. Muy populares hasta bien entrado el siglo XVIII. Algunos modelos de ábaco (como el suanpan o el soroban) permiten efectuar, además de las cuatro operacionoes básicas de la aritmética, operaciones más complejas como la radicación.

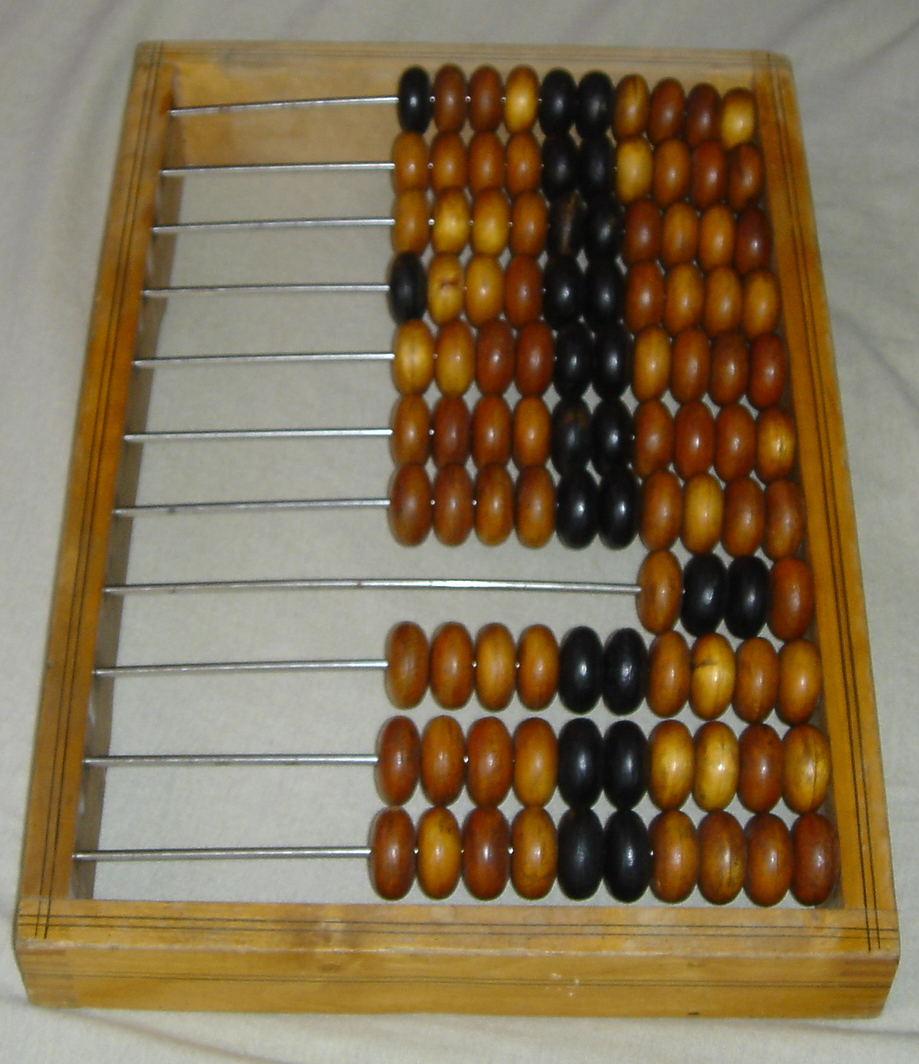

### Calculadoras mecánicas
- Como apoyo al mal trabajo numérico, comptómetros, ábacos neperianos, reglas de cálculo y máquinas de sumar. Las calculadoras modernas realizan, además de cálculos aritméticos, cálculos complejos (gráfico de funciones, números complejos, etc.).
- Holiwis

#### HolaRegla de cálculo

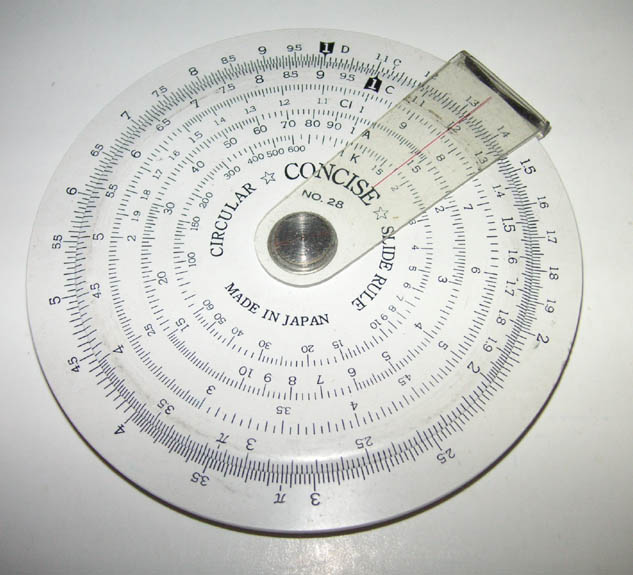

- cia finales del siglo XX.